# Lemawork Ketema
Lemawork Ketema, född 22 oktober 1985, är en friidrottare från Österrike. Han deltog vid olympiska sommarspelen 2020.